# Великая отставка
Великая отставка (англ. Great Resignation), также известная как Большой уход (англ. Big Quit) — это экономическая тенденция, при которой сотрудники добровольно уходят с работы в массовом порядке, начиная с начала 2021 года, в основном в Соединённых Штатах. Предполагается, что эта тенденция является ответом на пандемию COVID-19, когда американское правительство отказалось обеспечить необходимую защиту работающих, а также на стагнацию заработной платы, несмотря на рост стоимости жизни. Некоторые экономисты охарактеризовали Великую отставку как своего рода всеобщую забастовку, обсуждая волну забастовок в октябре 2021 года.
Этот термин, возможно, был придуман Энтони Клотцем (англ. Anthony Klotz), профессором менеджмента бизнес-школы Мейс при Техасском университете A&M, который предсказал массовый уход работающих в мае 2021 года.

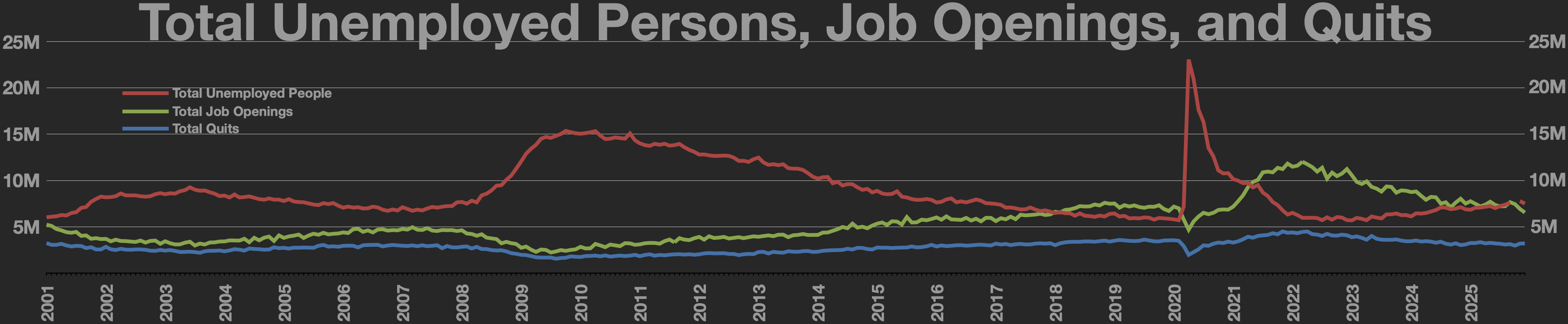
Всего безработных
Всего вакансий
Коэффициент увольнений